# المناطق الصناعية المؤهلة في الأردن
المناطق الصناعية المؤهلة، هي مجمعات تجارية معترف بها كمناطق للتجارة الحرة بالتعاون مع إسرائيل والولايات المتحدة. الأردن هو واحد من دولتين لديهما هذا الترتيب ، والأخرى مصر.
في الأردن ، المناطق الصناعية المؤهلة هي:
- عقار الحسن الصناعية
- شركة الحسين بن عبد الله الثاني الصناعية
- المؤسسة الأردنية الصناعية
- مدينة الإنترنت في الأردن
- التجمعات العقارية الصناعية
- بوابة الكويز
- العقبة الصناعية
- مجمع الدليل الصناعي
- شركة الزي لصناعة الألبسة الجاهزة